# Shimon bar Kappara
Shimon Bar Kappara (en hebreo: בר קפרא) fue un rabino judío de finales del siglo II y principios del siglo III d. C., durante el período entre los Tanaim y los Amoraim. Estuvo activo en Cesarea en la Tierra de Israel, desde el año 180 hasta el 220 después de Cristo. Su nombre significa "Hijo de Kapparah", y fue tomado de su padre, Eleazar Ha-Kappara. Fue uno de los estudiantes del Rabí, y un Amoraim de la primera generación.
Era un talentoso poeta y narrador, y se dice que en el banquete de bodas de Simeón, el hijo del rabino, mantuvo a los invitados cautivados con fábulas hasta que su comida se enfrió. El Talmud de Jerusalén contiene una oración que él escribió y que está incluida en la repetición de la sección 18 de la acción de gracias en la Amidá. Sin embargo, su ingenio satírico (una vez ridiculizó al yerno del Rabí diciéndole que le preguntara al Rabí un acertijo que realmente era una crítica insultante a la casa de Rabí), le hizo perder la oportunidad de ser ordenado.
Era inusual en su tiempo por recomendar el estudio del idioma griego, que era comúnmente rechazado como el idioma de los paganos. Se dice que dijo a sus discípulos (Génesis 36:8): "Que las palabras de la Torá sean dichas en el idioma de Jafet (en griego)." También alentó el estudio de las ciencias naturales, diciendo: "El que puede calcular los movimientos de los solsticios y los planetas, pero no lo hace, a él se le aplica el versículo:'Pero ellos no miran las obras del Señor'". (Shabat 75a) (Isaías 5:12)
Las palabras de Bar Kappara con respecto a la ofrenda de incienso (qetoret) son recitadas tres veces al día por los judíos sefardíes, una vez antes y después de la oración de Shajarit, y una vez antes de la oración de  Minjá; dos veces al día por los judíos hasídicos, una vez antes de Shajarit, y una vez antes de Minjá, y una vez al día por los judíos asquenazíes, antes de la oración de Shajarit.